# Élections législatives de 1968 dans la Vienne
Les élections législatives françaises de 1968 se déroulent les 23 et 30 juin 1968. Dans le département de la Vienne, trois députés sont à élire dans le cadre de trois circonscriptions.

## Élus
| Circonscription | Député sortant   | Parti | Parti | Député élu ou réélu | Parti | Parti |
| --------------- | ---------------- | ----- | ----- | ------------------- | ----- | ----- |
| 1re             | Pierre Vertadier |       | UDR   | Pierre Vertadier    |       | UDR   |
| 2e              | Pierre Abelin    |       | CD    | Pierre Abelin       |       | CD    |
| 3e              | Claude Peyret    |       | UDR   | Claude Peyret       |       | UDR   |

## Résultats

### Résultats à l'échelle du département
| Parti          | Parti                                           | Premier tour | Premier tour | Second tour | Second tour | Sièges |
| Parti          | Parti                                           | Voix         | %            | Voix        | %           | Sièges |
| -------------- | ----------------------------------------------- | ------------ | ------------ | ----------- | ----------- | ------ |
|                | Union pour la défense de la République          | 80 055       | 49,81        | 15 289      | 32,9        | 2      |
|                | Union des républicains de progrès               | 80 055       | 49,81        | 15 289      | 32,9        | 2      |
|                |                                                 |              |              |             |             |        |
|                | Convention des institutions républicaines       | 18 751       | 11,67        |             |             | 0      |
|                | Fédération de la gauche démocrate et socialiste | 18 751       | 11,67        |             |             | 0      |
|                |                                                 |              |              |             |             |        |
|                | Parti communiste français                       | 29 423       | 18,31        | 9 502       | 20,45       | 0      |
|                | Progrès et démocratie moderne                   | 28 894       | 17,98        | 21 677      | 46,65       | 1      |
|                | Parti socialiste unifié                         | 3 600        | 2,24         |             |             | 0      |
|                |                                                 |              |              |             |             |        |
| Inscrits       | Inscrits                                        | 204 598      | 100,00       | 62 098      | 100,00      | 3      |
| Abstentions    | Abstentions                                     | 40 131       | 19,61        | 14 981      | 24,12       |        |
| Votants        | Votants                                         | 164 467      | 80,39        | 47 117      | 75,88       |        |
| Blancs et nuls | Blancs et nuls                                  | 3 744        | 2,28         | 649         | 1,38        |        |
| Exprimés       | Exprimés                                        | 160 723      | 97,72        | 46 468      | 98,62       |        |

### Résultats par circonscription

#### Première circonscription (Poitiers)
|                | Pierre Vertadier sortant réélu | UDR (URP)      | 31 978 | 54,69  |  |  |  |
|                | Tony Lainé                     | PCF            | 8 979  | 15,36  |  |  |  |
|                | Jean Sarvonat                  | FGDS (CIR)     | 8 622  | 14,75  |  |  |  |
|                | Henri de Tourris               | CD (PDM)       | 7 339  | 12,55  |  |  |  |
|                | Lucien Lapierre                | PSU            | 1 552  | 2,65   |  |  |  |
|                |                                |                |        |        |  |  |  |
| Inscrits       | Inscrits                       | Inscrits       | 74 161 | 100,00 |  |  |  |
| Abstentions    | Abstentions                    | Abstentions    | 14 681 | 19,8   |  |  |  |
| Votants        | Votants                        | Votants        | 59 480 | 80,2   |  |  |  |
| Blancs et nuls | Blancs et nuls                 | Blancs et nuls | 1 010  | 1,7    |  |  |  |
| Exprimés       | Exprimés                       | Exprimés       | 58 470 | 98,3   |  |  |  |

#### Deuxième circonscription (Châtellerault)
| Candidat       | Candidat                    | Parti          | Premier tour | Premier tour | Second tour | Second tour |  |
| Candidat       | Candidat                    | Parti          | Voix         | %            | Voix        | %           |  |
| -------------- | --------------------------- | -------------- | ------------ | ------------ | ----------- | ----------- |  |
|                | Pierre Abelin sortant réélu | CD (PDM)       | 21 555       | 44,98        | 21 677      | 46,65       |  |
|                | Victor Rochenoir            | UDR (URP)      | 14 179       | 29,59        | 15 289      | 32,9        |  |
|                | Paul Fromonteil             | PCF            | 10 139       | 21,16        | 9 502       | 20,45       |  |
|                | André Chabane               | PSU            | 2 048        | 4,27         |             |             |  |
|                |                             |                |              |              |             |             |  |
| Inscrits       | Inscrits                    | Inscrits       | 62 115       | 100,00       | 62 098      | 100,00      |  |
| Abstentions    | Abstentions                 | Abstentions    | 13 184       | 21,23        | 14 981      | 24,12       |  |
| Votants        | Votants                     | Votants        | 48 931       | 78,77        | 47 117      | 75,88       |  |
| Blancs et nuls | Blancs et nuls              | Blancs et nuls | 1 010        | 2,06         | 649         | 1,38        |  |
| Exprimés       | Exprimés                    | Exprimés       | 47 921       | 97,94        | 46 468      | 98,62       |  |

#### Troisième circonscription (Montmorillon)
|                | Claude Peyret sortant réélu | UDR (URP)      | 33 898 | 62,39  |  |  |  |
|                | Jean-Pierre David           | PCF            | 10 305 | 18,97  |  |  |  |
|                | Raoul Cartraud              | FGDS (CIR)     | 10 129 | 18,64  |  |  |  |
|                |                             |                |        |        |  |  |  |
| Inscrits       | Inscrits                    | Inscrits       | 68 322 | 100,00 |  |  |  |
| Abstentions    | Abstentions                 | Abstentions    | 12 266 | 17,95  |  |  |  |
| Votants        | Votants                     | Votants        | 56 056 | 82,05  |  |  |  |
| Blancs et nuls | Blancs et nuls              | Blancs et nuls | 1 724  | 3,08   |  |  |  |
| Exprimés       | Exprimés                    | Exprimés       | 54 332 | 96,92  |  |  |  |